# Urbano (film)
(Tagline del film)
Urbano è un mediometraggio documentario del 2019 diretto, montato e prodotto da Giuseppe Di Renzo. 
Il film racconta sei anni di vita del pugile abruzzese Domenico Urbano.

## Trama
Dal 2012 al 2018 è stata documentata la vita di Domenico Urbano, pugile abruzzese ed ex campione europeo attualmente tecnico della San Salvo Boxe, la sua palestra.
Domenico, tra viaggi travagliati, istituzioni sportive inesistenti e turni di notte in fabbrica cerca a tutti i costi di perseguire il sogno di una vita: competere per un titolo mondiale.
Dopo esserci riuscito nel 2017 viene però accoltellato alla gola durante il pranzo di natale dello stesso anno a seguito di una violenta lite familiare. Rimasto in coma per circa un mese, risvegliatosi decide di lasciare il pugilato e dedicare la sua vita alla campagna e all'insegnamento in palestra.

## Produzione
Nel 2012 il giornalista Silvio Laccetti contattò Giuseppe Di Renzo per proporgli la realizzazione di un servizio giornalistico sulla vita del pugile e tecnico abruzzese Domenico Urbano.
Una volta iniziato a raccogliere un principio di materiale video i due, però, si chiesero se non fosse il caso di trasformare quello che sarebbe stato un semplice servizio biografico giornalistico, in un vero e proprio documento che raccontasse uno spaccato di vita di un uomo prima che di uno sportivo.
Così tra viaggi, incontri rimandati, delusioni e soddisfazioni, i due autori hanno portato a ridosso di questa storia una telecamera amatoriale (il film infatti si caratterizza principalmente per la povertà stilistica della messa in scena) che ne documentasse la profondità umana e il sacrificio.
Le riprese del film sono durate sei anni.

## Distribuzione
Il film è stato presentato in concorso al Roma Cinema Doc il 30 marzo 2019 e al L.I.M.P.A – London International Motion Picture Awards. È stato distribuito il 1º settembre dello stesso anno sulla piattaforma Michi.